# Paronychia dudleyi
Paronychia dudleyi är en nejlikväxtart som beskrevs av Mohammad Nazeer Chaudhri. Paronychia dudleyi ingår i släktet prasselörter, och familjen nejlikväxter. Inga underarter finns listade i Catalogue of Life.